# لوميلو (بافيا)
لوميلو (بالإيطالية: Lomello)‏ هي بلدة تقع في مقاطعة بافيا بإقليم لومبارديا في شمال إيطاليا. تبلغ مساحة هذه المدينة 22.2 (كم²)، وترتفع عن سطح البحر 99 م، بلغ عدد سكانها 2430 نسمة في عام 2004 حسب إحصاء المعهد الوطني للإحصاء.

## السكان
في سنة 1861 بلغ عدد السكان 2٬635 نسمة، وتطور العدد ليصل في سنة 2011 لـ 2٬295 نسمة.
يظهر هذا المخطط البياني تطور النمو السكاني لـ لوميلو (بافيا)